# Лобково (Тверская область)
Лобко́во — деревня в Кашинском городском округе Тверской области. 
Находится на реке Яхроме в 8 км к западу от города Кашина, на автодороге «Кашин—Власьево».

## История
По данным 1859 года владельческое село Лобково (Троицкое) на Бежецком торговом тракте имеет 20 дворов, 183 жителя, здесь православная церковь. Во второй половине XIX — начале XX века село было центром Лобковского прихода и относилось к Ванчуговской волости Кашинского уезда Тверской губернии.
В 1997 году в деревне 61 хозяйство, 151 житель; администрация сельского округа, правление совхоза «Крутецкий», неполная средняя школа, детсад, ДК, библиотека, медпункт, отделение связи.
До 2005 года деревня являлась центром Лобковского сельского округа Кашинского района, с 2005 года входила в состав Давыдовского сельского поселения, с 2018 года — в составе Кашинского городского округа.
До 2020 года в деревне работала Лобковская основная общеобразовательная школа.

## Население
| 1859 | 1889 | 1997 | 2002 | 2010 |
| ---- | ---- | ---- | ---- | ---- |
| 183  | ↗214 | ↘151 | ↘136 | ↘103 |

## Достопримечательности
В деревне расположена действующая Церковь Троицы Живоначальной (1892).